# Egira variabilis
Egira variabilis là một loài bướm đêm trong họ Noctuidae.